# Thorsten Dauth
Thorsten Dauth (* 11. März 1968 in Bad Nauheim) ist ein ehemaliger deutscher Zehnkämpfer. 

## Karriere
Erst im Alter von 21 Jahren begann Dauth mit der Leichtathletik. Seine besten Platzierungen errang er im Jahr 1991 als Fünfter beim Mehrkampf-Meeting in Götzis,  Weltmeisterschafts-Zehnter, Europapokalsieger mit der deutschen Mannschaft und Deutscher Vizemeister. 1995 erreichte er beim Mehrkampf-Meeting in Götzis mit 8164 Punkten seine persönliche Bestleistung im Zehnkampf. Dauth war bis 1996 als Zehnkämpfer aktiv.

## Berufliche Tätigkeit nach der Sportkarriere
2012 war Thorsten Dauth als Athletiktrainer beim Drittligisten Kickers Offenbach im Nachwuchsbereich aktiv. Zudem spielt er als Fußballtorhüter in der Kreisliga A Friedberg für den TSG Ober-Wöllstadt, nachdem er zuvor bereits in der Gruppenliga Frankfurt für SG Ober-Erlenbach spielte.

## Wettkämpfe
| für Deutschland | für Deutschland          | für Deutschland    | für Deutschland | für Deutschland | für Deutschland |
| --------------- | ------------------------ | ------------------ | --------------- | --------------- | --------------- |
| 1991            | Mehrkampf-Meeting Götzis | Götzis, Österreich | 5.              | Zehnkampf       |                 |
| 1991            | Weltmeisterschaften      | Tokio, Japan       | 10.             | Zehnkampf       |                 |
| 1992            | Mehrkampf-Meeting Götzis | Götzis, Österreich | 18.             | Zehnkampf       |                 |
| 1992            | Olympische Spiele        | Barcelona, Spanien | 17.             | Zehnkampf       |                 |
| 1993            | Mehrkampf-Meeting Götzis | Götzis, Österreich | 12.             | Zehnkampf       |                 |
| 1994            | Europameisterschaften    | Helsinki, Finnland | aufgegeben      | Zehnkampf       |                 |
| 1995            | Mehrkampf-Meeting Götzis | Götzis, Österreich | 7.              | Zehnkampf       |                 |
| 1995            | Weltmeisterschaften      | Göteborg, Schweden | aufgegeben      | Zehnkampf       |                 |
| 1996            | Mehrkampf-Meeting Götzis | Götzis, Österreich | 10.             | Zehnkampf       |                 |